# Dog Days
Dog Days (ドッグデイズ?, Doggu Deizu) è una serie televisiva anime fantasy del 2011 creata da Masaki Tsuzuki e prodotta da Seven Arcs e Aniplex per la regia di Keizo Kusakawa. La storia ruota intorno ad un ragazzo chiamato Shinku Izumi, che viene invocato in un mondo alternativo dalla principessa Millhiore affinché difenda il paese di Millhiore, la repubblica di Biscotti, dal vicino regno di Galette. Il primo episodio di Dog Days è stato trasmesso da Tokyo MX ed altri canali il 2 aprile 2011, e la serie è proseguita per tredici episodi sino al 25 giugno 2011. Un adattamento manga ad opera di Takuya Fujima è stato serializzato sulle riviste Newtype, Comptiq e Comp Ace dal maggio al novembre 2011. Un adattamento in forma di light novel illustrata da Kiro Habane è stato serializzato su Newtype da marzo a luglio 2011. Una seconda stagione animata, intitolata Dog Days' (ドッグデイズダッシュ?, Doggu Deizu Dasshu), è iniziata in Giappone il 7 luglio 2012.

## Trama

### Stagione 1
Shinku Izumi è un allegro e dinamico ragazzo per metà giapponese e per metà inglese, che studia presso il Kinokawa International School in Giappone, e conduce una vita normale fino a quando non viene improvvisamente invocato nell'universo alternativo di Flonyard (フロニャルド?, Furonyarudo). In questo mondo le persone non sono molto differenti dagli esseri umani, ad eccezione di un dettaglio; gli abitanti del luogo sono infatti dotati di orecchie e coda da animali. La persona che ha invocato Shinku a Flonyard si rivelerà essere Millhiore, la deliziosa principessa dall'aspetto canino della Repubblica di Biscotti (ビスコッティ共和国?, Bisukotti Kyōwa-koku), che ha bisogno dell'aiuto del giovane per affrontare la guerra che sta per scoppiare con il regno vicino Galette (ガレット獅子団領?, Garetto), abitato da creature dall'aspetto felino.
Dopo aver risposto alla richiesta di Millhiore, Shinku riceve un'arma sacra, il Palladion (パラディオン?, Paradion), e viene nominato eroe nella guerra per la repubblica di Biscotti, che a differenza di quanto accade sulla Terra, è condotta secondo speciali regole e senza alcuna vittima, in modo simile ad una competizione sportiva. Dopo aver vinto la sua prima battaglia per Biscotti, Shinku scopre che quando un eroe viene invocato su Flonyard gli è impossibile ritornare nel proprio mondo, una cosa di cui Millhiore era del tutto all'oscuro.
Tuttavia gli scienziati di Biscotti promettono comunque a Shinku di trovare un modo per riportarlo a casa entro i sedici giorni che rimangono al giorno in cui il ragazzo avrebbe dovuto incontrarsi con la sua amica Rebecca Anderson. Fino a quel momento, Shinku decide comunque di continuare a servire Millhiore e Biscotti.

### Stagione 2
Tre mesi dopo la sua avventura su Flonyard, Shinku viene invocato nel magico mondo di Flonyard ancora una volta, questa volta insieme all'amica Rebecca ed alla cugina Nanami, che però è stata invocata come eroe di Galette. Stavolta, anche la prima principessa del principato di Pastillage, Couver, scende in guerra.

### Stagione 3
Sono passati circa tre mesi dalle avventure precedenti e I tre eroi sono invitati ancora una volta a Flonyard. Purtroppo l'evocazione di Shinku e Nanami viene interrotta da un fulmine, lasciandoli bloccati in una foresta. Mentre i loro amici li cercano, i due incontrano una ragazza di nome Sharl che offre loro aiuto.

## Personaggi

### Umani
Shinku Izumi (シンク・イズミ?)
Doppiato da Mamoru Miyano
Rebecca Anderson (レベッカ・アンダーソン?, Rebekka Andāson) detta Becky (ベッキー?, Bekkī)
Doppiata da Mikako Takahashi
Nanami Takatsuki (ナナミ・タカツキ?)
Doppiata da Nana Mizuki

### Flonyard

#### Repubblica di Biscotti
Millhiore F. (Firianno) Biscotti (ミルヒオーレ・F （フィリアンノ）・ビスコッティ?, Miruhiōre Firianno Bisukotti)
Doppiata da Yui Horie
Éclair Martinozzi (エクレール・マルティノッジ?, Ekurēru Marutinojji)
Doppiata da Ayana Taketatsu
Ricotta Elmar (リコッタ・エルマール?, Rikotta Erumāru)
Doppiata da Nana Mizuki
Rolan Martinozzi (ロラン・マルティノッジ?, Roran Marutinojji)
Doppiato da Takehito Koyasu
Brioche d'Arquien (ブリオッシュ・ダルキアン?, Buriosshu Darukian)
Doppiata da Yōko Hikasa
Yukikaze Panettone (ユキカゼ・パネトーネ?, Yukikaze Panetōne)
Doppiata da Kana Asumi
Amelita Tremper (アメリタ・トランペ?, Amerita Toranpe)
Doppiata da Asami Seto
Rizel Conchiglie (リゼル・コンキリエ?, Rizeru Konkirie)
Doppiata da Mana Hirata
Emilio Alcide (エミリオ・アラシード?, Emirio Arashīdo)
Doppiata da Yūki Ono
Percy Gaudi (パーシー・ガウディ?, Pāshī Gaudi)
Doppiata da Mana Hirata
Evita Salles (エビータ・サレス?, Ebīta Saresu)
Doppiata da Miyu Matsuki
Senato (元老院?)
Doppiati da Kazuo Oka, Inchika Etigoya e Junpei Asashina
Tatsumaki (タツマキ?)
Homura (ホムラ?)
Konoha (コノハ?)

#### Galette
Leonmitchelle Galette des Rois (レオンミシェリ・ガレット・デ・ロワ?, Reonmisheri Garetto de Rowa)
Doppiata da Ami Koshimizu
Gaul Galette des Rois (ガウル・ガレット・デ・ロワ?, Gauru Garetto de Rowa)
Doppiato da Tetsuya Kakihara
Framboise Charley (フランボワーズ・シャルレー?, Furanbowāzu Sharurē)
Doppiato da Takahiro Sakurai
Godwin Dorure (ゴドウィン・ドリュール?, Godowin Doryūru)
Doppiato da Norio Wakamoto
Bernard Sabrage (バナード・サブラージュ?, Banādo Saburāju)
Doppiato da Daisuke Ono
Noir Vinocacao (ノワール・ヴィノカカオ?, Nowāru Vinokakao)
Doppiata da Kana Hanazawa
Jaune Clafoutis (ジョーヌ・クラフティ?, Jōnu Kurafuti)
Doppiata da Yoriko Nagata
Vert Far Breton (ベール・ファーブルトン?, Bēru Fāburuton)
Doppiata da Minako Kotobuki
Violet Amaret (ビオレ・アマレット?, Biore Amaretto)
Doppiata da Sakura Tange
Rouge Piedmont (ルージュ・ピエスモンテ?, Rūju Piesumonte)
Doppiata da Yukika Teramoto
Jean Casoni (ジャン・カゾーニ?, Jan Kazōni)
Doppiato da Yūki Ono

#### Pastillage
Couver E. (Eschenbach) Pastillage (クーベル・エッシェンバッハ・パスティヤージュ?, Kūberu Esshenbahha Pasutiyāju)
Doppiato da Aoi Yūki
Caraway Risler (キャラウェイ・リスレ?, Kyarawei Risure)
Doppiata da Takahiro Mizushima
Liscia Enrobéz (リーシャ・アンローベ?, Rīsha Anrōbe)
Doppiato da Maaya Uchida

### Altri personaggi
Volpi (?)
Doppiato da Ami Koshimizu (volpe piccola) a Ai Orikasa (mamma volpe)

## Media

### Anime

Logo della seconda stagione.

La serie, prodotta da Aniplex e Seven Arcs, è diretta da Keizo Kusakawa. La sceneggiatura è stata composta da Masaki Tsuzuki, il character design è a cura di Osamu Sakata, mentre la colonna sonora è stata composta da I've Sound, Maiko Iuchi, Susumu Natsume e Yui Isshiki e prodotta da Project DD. La serie è andata in onda dal 2 aprile 2011 al 25 giugno 2011 su Tokyo MX, Tochigi TV, Gunma TV, Chiba TV, TVK, TV Saitama e MBS, e successivamente trasmessa anche fa Chubu-Nippon Broadcasting e BS11. Fra il 27 luglio 2011 ed il 21 dicembre 2011 sono stati pubblicati sei DVD e Blu-ray Disc dalla Aniplex.
Una seconda stagione dell'anime, intitolata Dog Days' (ドッグデイズダッシュ?, Doggu Deizu Dasshu, Dog Days Dash), è iniziata in Giappone il 7 luglio 2012. Junji Nishimura ha sostituito Keizo Kusakawa alla regia. La sigla di apertura per la seconda stagione è "Fearless Hero" di Nana Mizuki e la sigla di chiusura è "Promise of Summer" (夏の約束?, Natsu no Yakusoku) di Yui Horie.

#### Episodi
| Nº                         | Giapponese 「Kanji」 - Rōmaji                                                       | In onda           | In onda |
| Nº                         | Giapponese 「Kanji」 - Rōmaji                                                       | Giapponese        |         |
| Stagione 2011 (13 episodi) |                                                                                     |                   |         |
| 1                          | 「勇者誕生!」 - Yūsha Tanjō!                                                        | 2 aprile 2011     |         |
| 2                          | 「はじめての戦!」 - Hajimete no Ikusa!                                              | 9 aprile 2011     |         |
| 3                          | 「帰りたい!帰れない?勇者inフロニャルド」 - Kaeritai! Kaerenai? Yūsha in Furonyarudo | 16 aprile 2011    |         |
| 4                          | 「突撃!姫様奪還戦!!」 - Totsugeki! Hime-sama Dakkansen!!                            | 23 aprile 2011    |         |
| 5                          | 「激闘!ミオン砦!」 - Gekitō! Mion-toride!                                           | 30 aprile 2011    |         |
| 6                          | 「星詠みの姫」 - Hoshi Yomi no Hime                                                 | 7 maggio 2011     |         |
| 7                          | 「宣戦布告」 - Sensen Fukoku                                                        | 14 maggio 2011    |         |
| 8                          | 「開戦の日」 - Kaisen no Hi                                                         | 21 maggio 2011    |         |
| 9                          | 「グラナ砦攻防戦」 - Gurana-toride Kōbōsen                                          | 28 maggio 2011    |         |
| 10                         | 「勇者と姫と希望の光」 - Yūsha to Hime to Kibō no Hikari                            | 4 giugno 2011     |         |
| 11                         | 「夜空に花が舞うように」 - Yozora ni Hana ga Mau yō ni                              | 11 giugno 2011    |         |
| 12                         | 「4つの条件」 - Yottsu no Jōken                                                     | 18 giugno 2011    |         |
| 13                         | 「約束」 - Yakusoku                                                                 | 25 giugno 2011    |         |
| Stagione 2012 (13 episodi) |                                                                                     |                   |         |
| 1                          | 「勇者見参!」 - Yūsha Kenzan!                                                       | 7 luglio 2012     |         |
| 2                          | 「パスティヤージュ参戦!」 - Pasutiyāju Sansen!                                      | 14 luglio 2012    |         |
| 3                          | 「勇者3人!」 - Yūsha San'nin!                                                       | 21 luglio 2012    |         |
| 4                          | 「ビスコッティ夏合宿!」 - Bisukotti Natsu-gasshuku!                                 | 28 luglio 2012    |         |
| 5                          | 「ガレット剣風録!」 - Garetto tsurugi kaze roku!                                    | 4 agosto 2012     |         |
| 6                          | 「パスティヤージュ英雄王伝説」 - Pasutiyāju Eiyū Ō Densetsu                         | 11 agosto 2012    |         |
| 7                          | 「封印洞窟戦!」 - Fūin-dōkutsu Ikusa!                                               | 18 agosto 2012    |         |
| 8                          | 「エスナート芸術音楽祭」 - Esunāto Geijutsu Ongaku-sai                              | 25 agosto 2012    |         |
| 9                          | 「ユニオン・フェスタ」 - Yunion Fesuta                                              | 1º settembre 2012 |         |
| 10                         | 「空陸一騎打ち！」 - Sora-Oka Ikkiuchi!                                             | 8 settembre 2012  |         |
| 11                         | 「チェンジ・マイ・ハート」 - Chenji Mai Hāto                                        | 15 settembre 2012 |         |
| 12                         | 「ファイナルステージ」 - Fainau Sutēji                                              | 22 settembre 2012 |         |
| 13                         | 「Summer Memories」                                                                 | 29 settembre 2012 |         |
| Stagione 2015 (12 episodi) |                                                                                     |                   |         |
| 1                          | 「再び、勇者の帰還」 - Futatabi, yūsha no kikan                                     | 10 gennaio 2015   |         |
| 2                          | 「竜の巫女」 - Ryū no miko                                                          | 17 gennaio 2015   |         |
| 3                          | 「決戦! 竜の森」 - Kessen! Ryū no mori                                              | 24 gennaio 2015   |         |
| 4                          | 「継がれてゆくもの」 - Tsuga rete yuku mono                                         | 31 gennaio 2015   |         |
| 5                          | 「探検! 結晶鉱山!」 - Tanken! Kesshō kōzan!                                         | 7 febbraio 2015   |         |
| 6                          | 「獅子のお見合い」 - Shishi no o miai                                               | 14 febbraio 2015  |         |
| 7                          | 「小さな王子と伝説の英雄」 - Chīsana ōji to densetsu no eiyū                        | 21 febbraio 2015  |         |
| 8                          | 「追憶〜勇者と姫の物語」 - Tsuioku 〜 yūsha to hime no monogatari                   | 28 febbraio 2015  |         |
| 9                          | 「空の海の星鯨」 - Sora no umi no hoshi kujira                                      | 7 marzo 2015      |         |
| 10                         | 「空の巫女と星の民」 - Sora no miko to hoshi no tami                                | 14 marzo 2015     |         |
| 11                         | 「星の歌声」 - Hoshi no utagoe                                                      | 21 marzo 2015     |         |
| 12                         | 「帰郷」 - Kikyō                                                                    | 28 marzo 2015     |         |

#### Colonna sonora
Sigle di apertura
- Scarlet Knight cantata da Nana Mizuki (1ª stagione)
- Fearless Hero cantata da Nana Mizuki (2ª stagione)

Sigla di chiusura
- Presenter cantata da Yui Horie (1ª stagione)
- Promise of Summer" (夏の約束?, Natsu no Yakusoku) cantata da Yui Horie (2ª stagione)

### Light novel
Una serie di light novel ispirata a Dog Days ed illustrata da Kiro Habane ha iniziato ad essere serializzata nel numero di marzo 2011 della rivista Newtype della Kadokawa Shoten ed è terminata nel numero di luglio 2011.

### Manga
Un adattamento manga illustrato da Takuya Fujima ha iniziato ad essere serializzato su alcune riviste della Kadokawa Shoten. Il primo capitolo è stato pubblicato sul numero di aprile 2011 di Newtype; il secondo ed il terzo capitolo sono stati pubblicati a maggio 2011 su Comptiq; il quarto capitolo è invece stato pubblicato su Comp Ace. I vari capitoli sono stati successivamente raccolti in un unico volume tankōbon pubblicato dalla Kadokawa Shoten il 26 ottobre 2011 per l'etichetta Comics Ace.